# ベジエ
ベジエ（フランス語: Béziers 、オック語: Besièrs、カタルーニャ語: Besiers）は、フランス南西部の都市。オクシタニー地域圏のエロー県に位置する郡庁所在地で、地中海までおよそ10km。例年8月には闘牛を中心に「フェリア・デ・ベジエ」Feria de Béziers' という5日にわたる行事でおよそ100万人の見物客を集める。人口は約8万人。
オルブ川の河岸段丘上に建設されたガリア人の町を起源として、ローマ都市として栄えた。4世紀から1802年までは司教座が置かれ、サン・ナゼール大聖堂は司教座聖堂であった。1209年7月22日にはアルビジョワ十字軍に襲われて住民が虐殺された。
ベジエはエロー県の県庁所在地モンペリエの南西72kmにある。歴史的にはオルブ川をまたぐ水道橋をかけてミディ運河を交差させ aqueduct を置き、交通の要地として発達した。1996年に人類初の運河橋は世界遺産に登録された。
ミディ運河の完成によってワインやブランデーの集散地・産地として栄え、ワイン博物館がある。

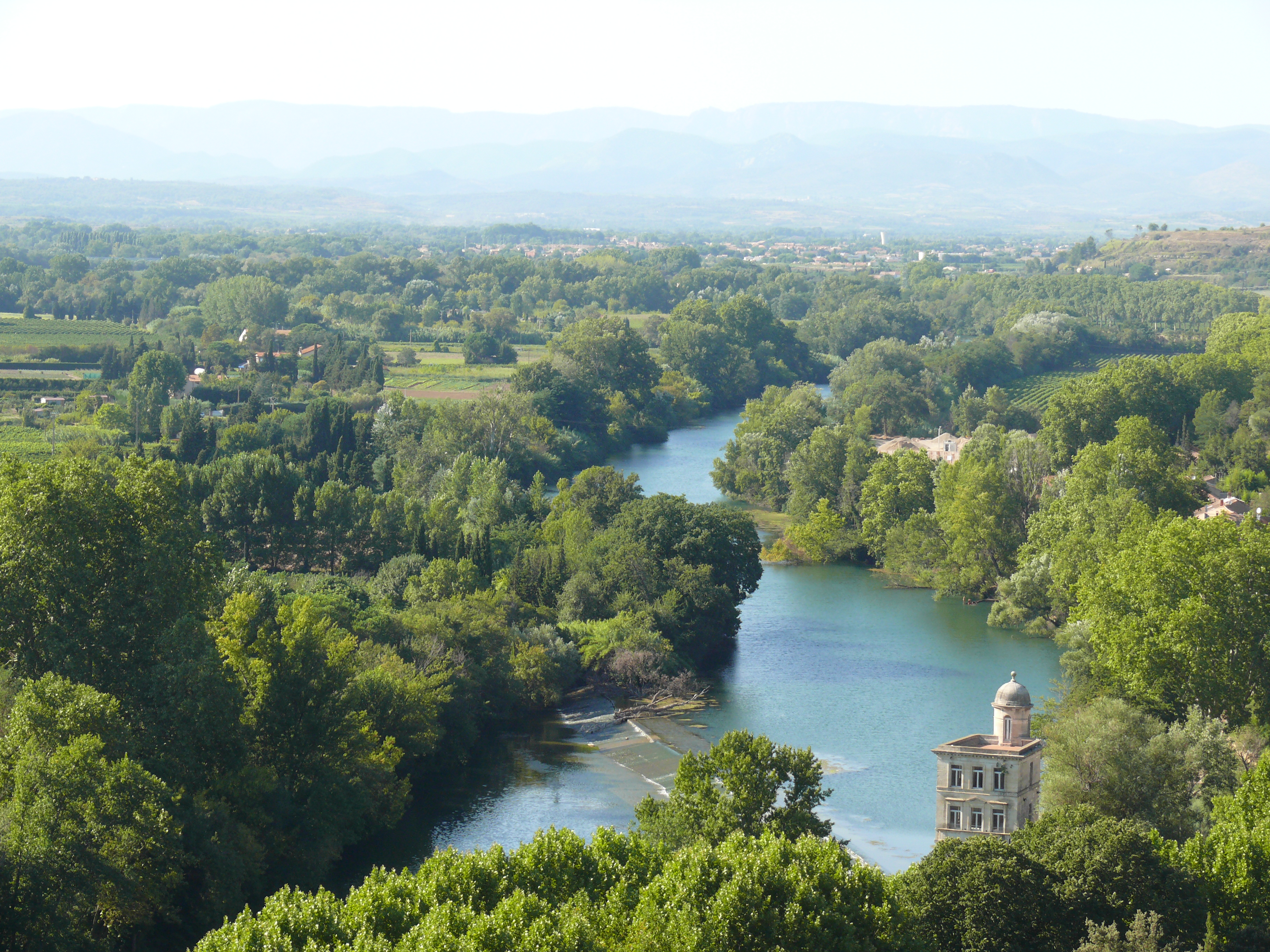
ベジエからオルブ川を眺める

## 地理

### 気候
ベジエは地中海性気候（ケッペンの気候区分 Csa）に恵まれ、年平均気温は摂氏15.1度、年平均降水量は595.7mm、10月が最も雨の日が多い。平年は7月の気温が最も高く24.1℃、最も低い1月が7.5℃である。最高、最低気温の記録はそれぞれ42.0℃（1982年7月7日）、氷点下16.0℃（1985年1月16日）を記録した。
| ベジエ（平年1991年–2020年、最低・最高記録1970年以降現在）の気候 | ベジエ（平年1991年–2020年、最低・最高記録1970年以降現在）の気候 | ベジエ（平年1991年–2020年、最低・最高記録1970年以降現在）の気候 | ベジエ（平年1991年–2020年、最低・最高記録1970年以降現在）の気候 | ベジエ（平年1991年–2020年、最低・最高記録1970年以降現在）の気候 | ベジエ（平年1991年–2020年、最低・最高記録1970年以降現在）の気候 | ベジエ（平年1991年–2020年、最低・最高記録1970年以降現在）の気候 | ベジエ（平年1991年–2020年、最低・最高記録1970年以降現在）の気候 | ベジエ（平年1991年–2020年、最低・最高記録1970年以降現在）の気候 | ベジエ（平年1991年–2020年、最低・最高記録1970年以降現在）の気候 | ベジエ（平年1991年–2020年、最低・最高記録1970年以降現在）の気候 | ベジエ（平年1991年–2020年、最低・最高記録1970年以降現在）の気候 | ベジエ（平年1991年–2020年、最低・最高記録1970年以降現在）の気候 | ベジエ（平年1991年–2020年、最低・最高記録1970年以降現在）の気候 |
| 月                                                              | 1月                                                             | 2月                                                             | 3月                                                             | 4月                                                             | 5月                                                             | 6月                                                             | 7月                                                             | 8月                                                             | 9月                                                             | 10月                                                            | 11月                                                            | 12月                                                            | 年                                                              |
| --------------------------------------------------------------- | --------------------------------------------------------------- | --------------------------------------------------------------- | --------------------------------------------------------------- | --------------------------------------------------------------- | --------------------------------------------------------------- | --------------------------------------------------------------- | --------------------------------------------------------------- | --------------------------------------------------------------- | --------------------------------------------------------------- | --------------------------------------------------------------- | --------------------------------------------------------------- | --------------------------------------------------------------- | --------------------------------------------------------------- |
| 最高気温記録 °C （°F）                                          | 22.9 (73.2)                                                     | 24.7 (76.5)                                                     | 29.2 (84.6)                                                     | 32.4 (90.3)                                                     | 35.9 (96.6)                                                     | 39.2 (102.6)                                                    | 42.0 (107.6)                                                    | 41.3 (106.3)                                                    | 38.8 (101.8)                                                    | 33.2 (91.8)                                                     | 25.7 (78.3)                                                     | 22.5 (72.5)                                                     | 42 (107.6)                                                      |
| 平均最高気温 °C （°F）                                          | 12.1 (53.8)                                                     | 13.2 (55.8)                                                     | 16.6 (61.9)                                                     | 19.1 (66.4)                                                     | 23.2 (73.8)                                                     | 28.0 (82.4)                                                     | 30.9 (87.6)                                                     | 30.6 (87.1)                                                     | 26.0 (78.8)                                                     | 21.0 (69.8)                                                     | 15.9 (60.6)                                                     | 12.5 (54.5)                                                     | 20.8 (69.4)                                                     |
| 日平均気温 °C （°F）                                            | 8.0 (46.4)                                                      | 8.4 (47.1)                                                      | 11.4 (52.5)                                                     | 13.9 (57)                                                       | 17.7 (63.9)                                                     | 21.8 (71.2)                                                     | 24.4 (75.9)                                                     | 24.1 (75.4)                                                     | 20.0 (68)                                                       | 16.3 (61.3)                                                     | 11.6 (52.9)                                                     | 8.4 (47.1)                                                      | 15.5 (59.9)                                                     |
| 平均最低気温 °C （°F）                                          | 3.8 (38.8)                                                      | 3.6 (38.5)                                                      | 6.2 (43.2)                                                      | 8.6 (47.5)                                                      | 12.1 (53.8)                                                     | 15.5 (59.9)                                                     | 17.9 (64.2)                                                     | 17.6 (63.7)                                                     | 14.1 (57.4)                                                     | 11.5 (52.7)                                                     | 7.3 (45.1)                                                      | 4.3 (39.7)                                                      | 10.2 (50.4)                                                     |
| 最低気温記録 °C （°F）                                          | −16.0 (3.2)                                                     | −7.4 (18.7)                                                     | −9.6 (14.7)                                                     | −4.1 (24.6)                                                     | 0.2 (32.4)                                                      | 5.9 (42.6)                                                      | 7.8 (46)                                                        | 7.6 (45.7)                                                      | 2.5 (36.5)                                                      | −4.0 (24.8)                                                     | −9.3 (15.3)                                                     | −9.0 (15.8)                                                     | −16 (3.2)                                                       |
| 降水量 mm （inch）                                              | 51.5 (2.028)                                                    | 50.8 (2)                                                        | 48.4 (1.906)                                                    | 53.8 (2.118)                                                    | 47.5 (1.87)                                                     | 26.7 (1.051)                                                    | 18.7 (0.736)                                                    | 26.2 (1.031)                                                    | 60.5 (2.382)                                                    | 90.5 (3.563)                                                    | 62.7 (2.469)                                                    | 47.7 (1.878)                                                    | 585.0 (23.031)                                                  |
| 平均降水日数 （≥1.0 mm）                                        | 5.6                                                             | 4.3                                                             | 4.9                                                             | 6.4                                                             | 5.6                                                             | 3.9                                                             | 2.5                                                             | 3.6                                                             | 4.1                                                             | 5.7                                                             | 5.8                                                             | 5.0                                                             | 57.5                                                            |
| 出典：Meteociel                                                 |                                                                 |                                                                 |                                                                 |                                                                 |                                                                 |                                                                 |                                                                 |                                                                 |                                                                 |                                                                 |                                                                 |                                                                 |                                                                 |

## 人口動態
ベジエの住民は「Biterrois」と呼ばれ、町のローマ名「Baeterrae」に由来する。

## 交通

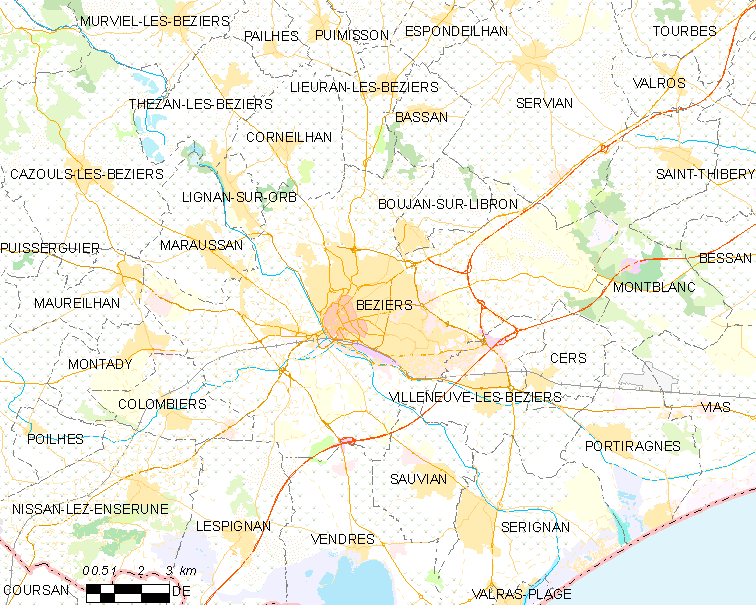
地域図

道路：イタリアとスペインを結ぶオートルート A9がベジエを通り、ペズナを結ぶオートルート A75の最後の区間は2010年12月に完工し、クレルモン＝フェランとパリへ直接、連絡した。
鉄路：ベジエ駅（フランス語: Gare de Béziers）は国内のトゥールーズ、モンペリエ、ボルドー、マルセイユ、パリと結び、国境を越えてバルセロナその他の主要都市と連絡する。TGVの停車駅であり、モンペリエ方面、スペイン方面の路線は高速化を計画中。
空路：国営のベジエ・カプ・ダグド空港（旧称ベジエ＝アグド＝ヴィア空港 Béziers-Agde-Vias）は北ヨーロッパの目的地に乗り継ぐ旅客に利用される。滑走路の延長（2007年3月完成）に伴い、2008年3月からライアンエアーはブリストル空港線を開き、その後ロンドンのスタンステッド空港とルートン空港へも運航を始めた。ライアンエアは2013年1月時点、ベジエとルートン空港線のほかエディンバラ空港、ブリストル空港、マンチェスター空港、国際便はヴェーツェ空港、リュッゲ空港、パリ・ボーヴェ・ティレ空港。2023年までは北欧方面へストックホルム・スカブスタ空港およびサウサンプトン空港へフライビーが飛んでいたが廃業した。
水路：ミディ運河の利用は主に遊覧船やボート遊び（plaisanciers）が中心で、ラングドック産ワインのブレンド工場（ボルドー）へ輸送するなど商業利用も続く。水門の全長30 mは後世に定めたフレシネ基準38.5 mよりわずかに短い。オルブ川には船の通れない堰がいくつかある。

## 出身人物
[ア行]
- en:Dorian Astor（1973生）French philosopher and Germanist
- ジャン＝アントワーヌ・アンジャルベール（1845年–1933年）彫刻家
- アマル（英語版 1993年生）プロのレスラー
- トマ・エフテル（英語版 1989年生）バスケットボール選手
- ジャン＝ピエール・エスカレット（英語版 1935年生）フランスサッカー連盟の会長経験者（2005年–2010年）

[カ行]
- リシャール・ガスケ（1986年生）テニス選手
- マックス・カバンヌ（漫画家、イラストレーター）
- ジャン＝クロード・カリエール（1938年生）脚本家、俳優
- ジェレミー・クレマン （1984年生）サッカー選手、ASサンテティエンヌ所属。
- ダミアン・コモリ（英語版 1972年生）選手出身のサッカー監督

[タ行]
- エリザベス・デイネス（英語版 1960年生）彫刻家、初期の人間を再現
- ヴァランタン・デュク（英語版 1858年–1915年）テノール歌手（オペラ）
- ジャン゠ジャック・ドルトゥス・ドゥ・メラン（英語版 1678年–1771年）地球物理学者

[ナ行]
- イヴ・ナット（ピアニスト）

[ハ行]
- ギュスターヴ・フェイエ（1865年–1925年）画家、実業家、フォンフロワド修道院所有者
- アンリ・フェスクー（英語版 1880年–1946年）映画監督
- エドガール・フォール（1908年–1988年）政治家、元フランス首相
- Jim Pla（英語版 1992年-）レーシングドライバー
- バンジャマン・ペッシュ（バレエダンサー）
- ポール・ペリッソン（英語版 1624年–1693年）著述家

[マ行]
- ジャン・ムーラン（1899年–1943年）レジスタンス活動家、官僚、政治家
- クリスチャン・メッツ（1931年–1993年）映画評論家
- ピエール＝ポール・リケ（1609年または1604年–1680年）技術者、ミディ運河の建設指揮者

[ラ行]
- アレクサンドラ・ローゼンフェルド（1986年生）2006年ミスフランス、同年ミス・ヨーロッパ（英語版）
- ジュリアン・ロドリゲス（1978年生）サッカー選手、オランピック・デ・マルセイユ所属（英語版）

## 大衆文化
- ケイト・モス (作家)（英語版）の小説の舞台となった。カルカッソンヌ、ベジエ、カタリ派を主題とするLabyrinth（2005年）、The Winter Ghosts（2009年）。
  - 同名の小説を原作にしたテレビ映画「ラビリンス（英語版）」（クリス・スミス監督、リドリー・スコット製作、ヴァネッサ・カービー主演、タンデム・コミュニケーションズ配給
- 映画「私のように美しい娘」（原題「Une belle fille comme moi、フランソワ・トリュフォー監督）ほか、大聖堂を中心に映画の撮影に使われる。
- 「ベジエの虐殺 (歌)（英語版）」：カタリ派を主題とした歌。アラン・タンブリッジ作詞作曲。

## 姉妹都市
ベジエは次の各地と姉妹都市協定を結んできた。
- ハイルブロン、ドイツ、1965年–[14]。
- ストックポート、イングランド、イギリス、1972年–[14]。
- スタヴロポリ、ロシア、1982年–[14]。
- チクラーナ・デ・ラ・フロンテーラ、スペイン、1993年–[14]。
- マアルーラ, シリア、2014年–。
- チョルトキウ、ウクライナ、2022年–。
- 台南市、台湾、2023年–[13]。
- ニル・オズ（英語版）、イスラエル、2024年–。

## ギャラリー

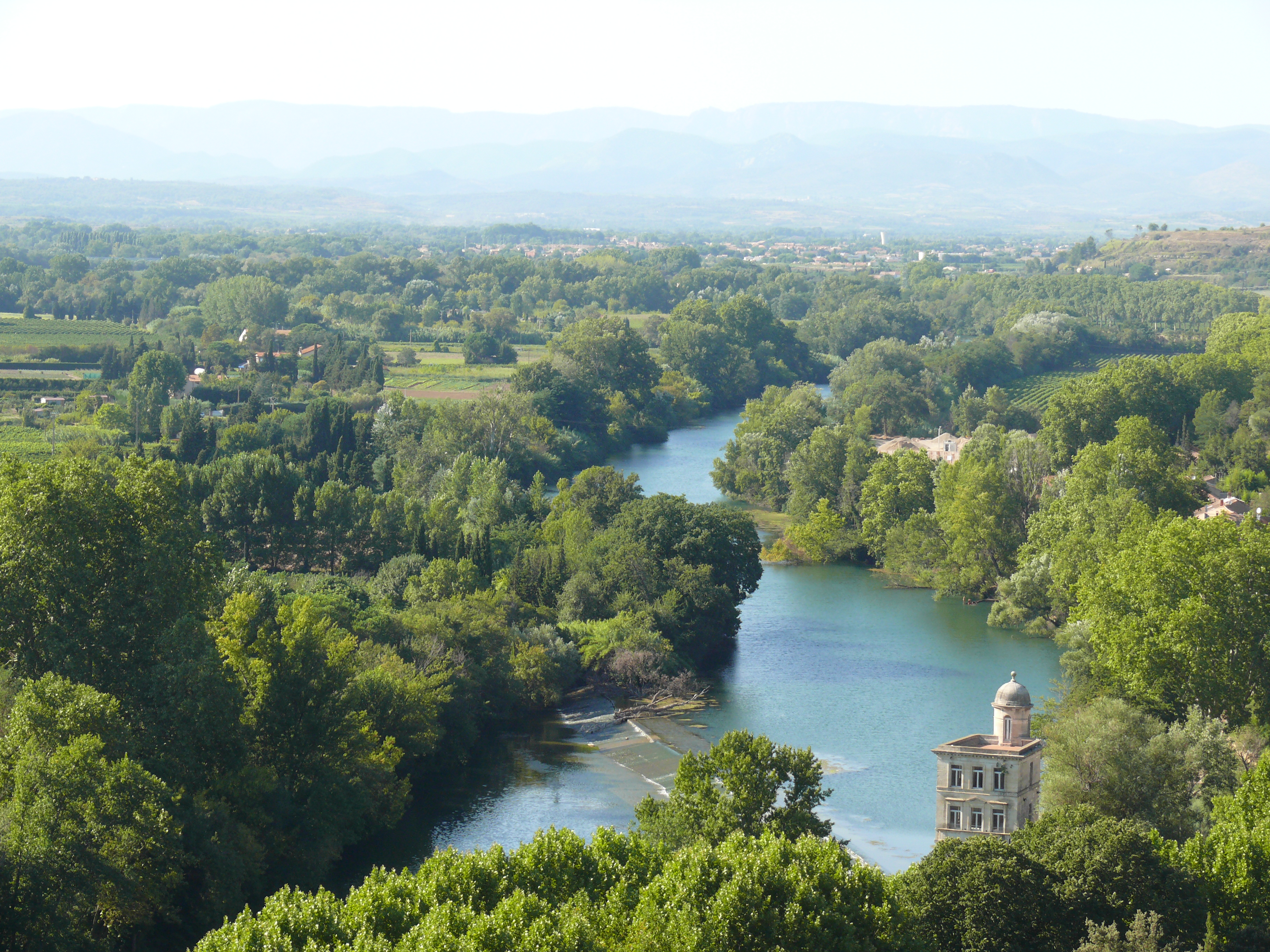
オルブ川の堰（左手前）を見下ろすバニョールの古い粉挽き小屋。
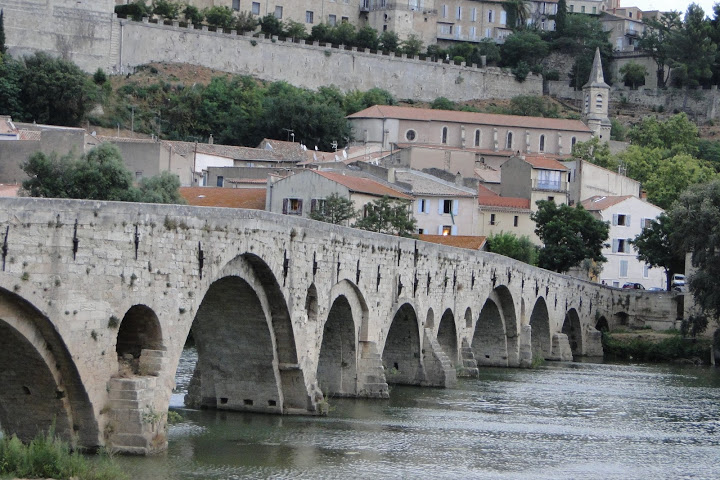
旧橋
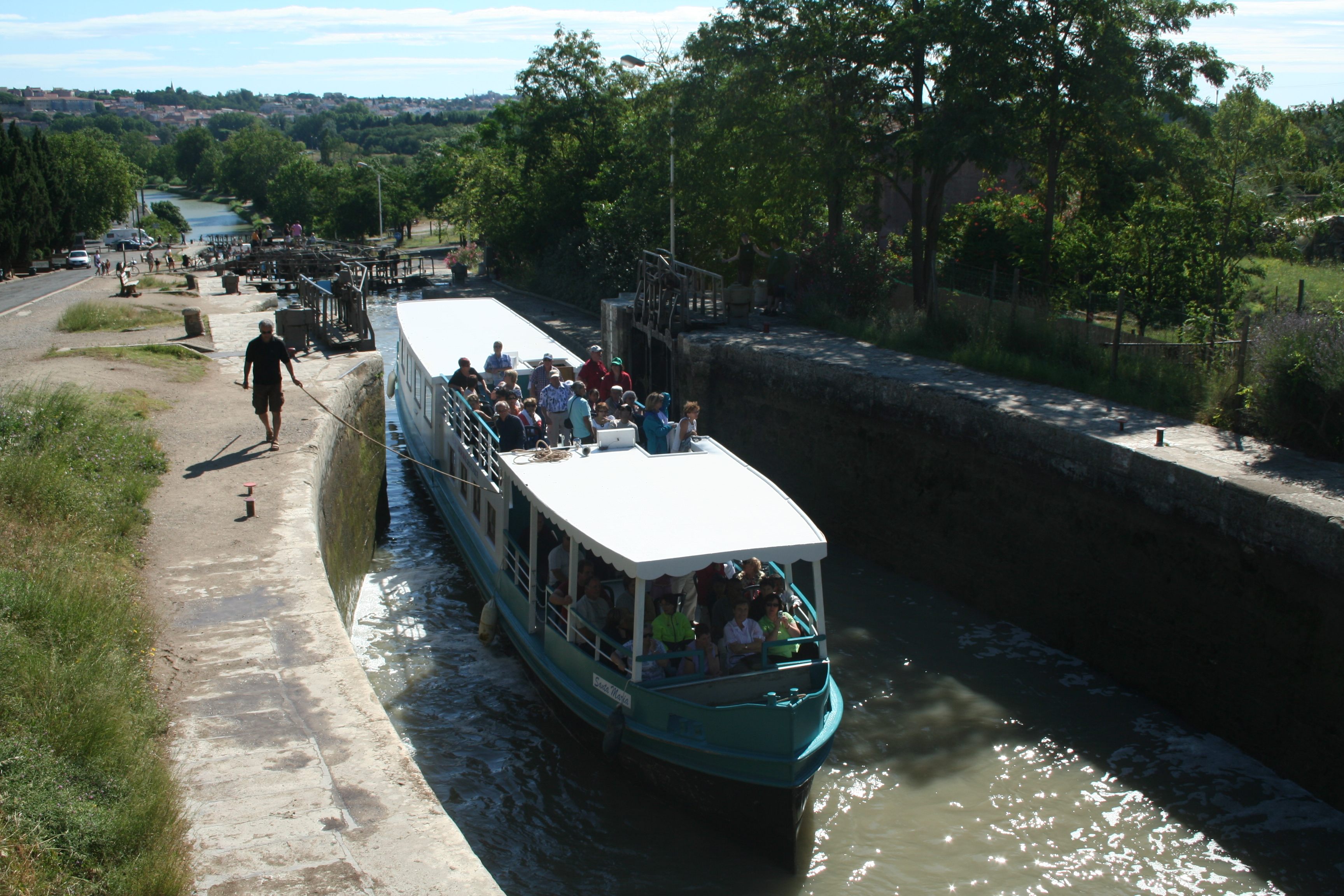
フォンスランヌ水門（英語版）（ミディ運河）
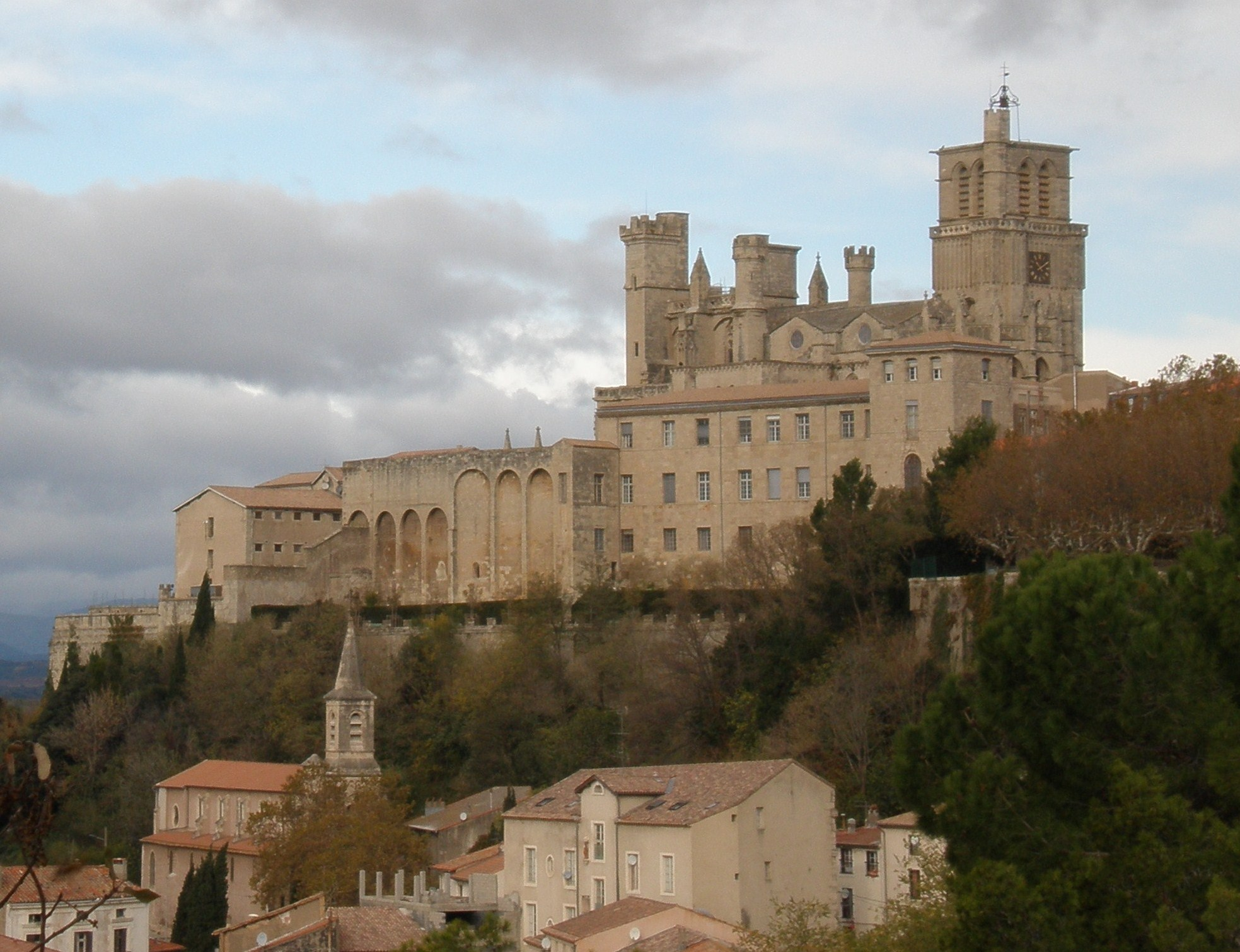
サン・ナゼール大聖堂
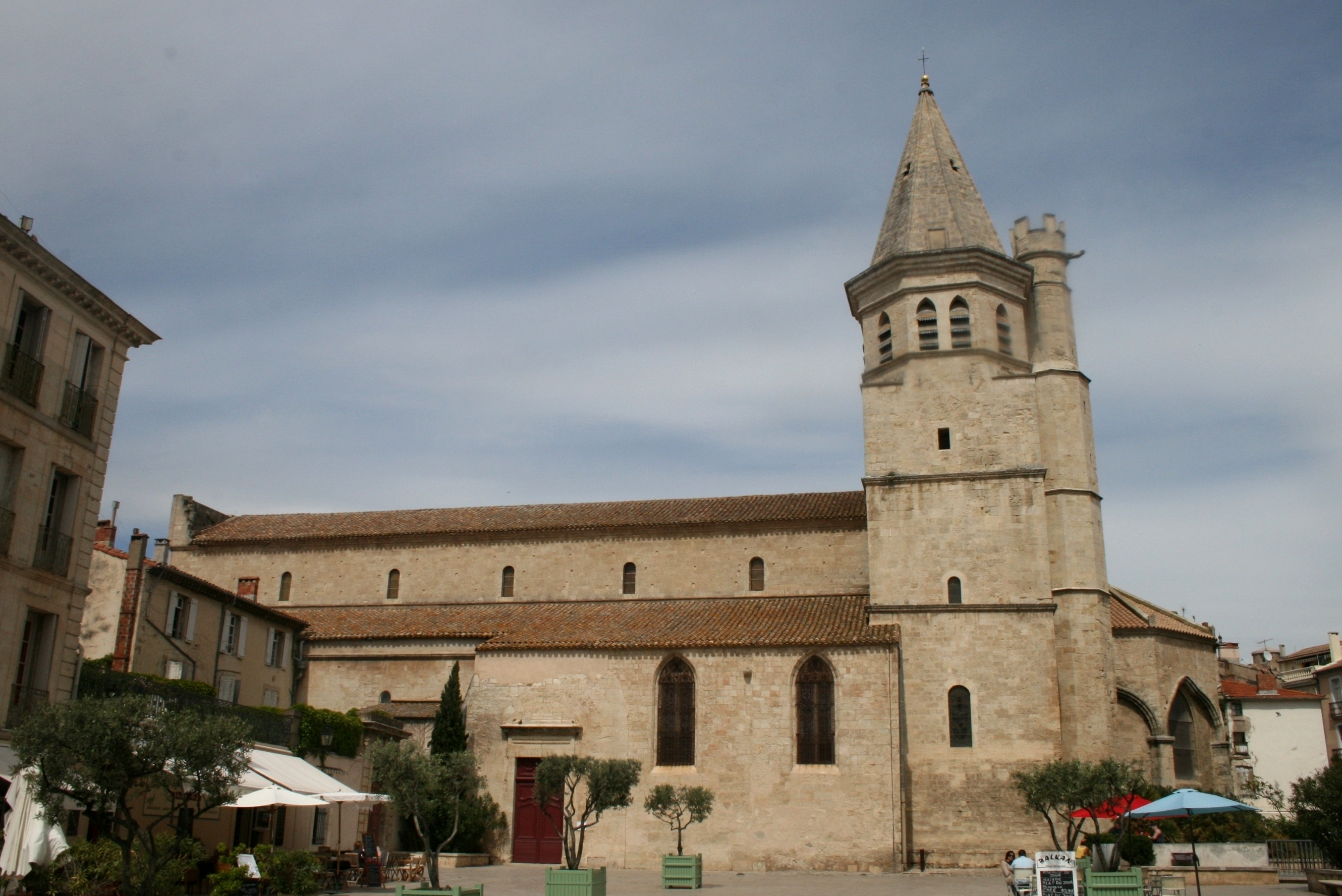
マドレーヌ教会
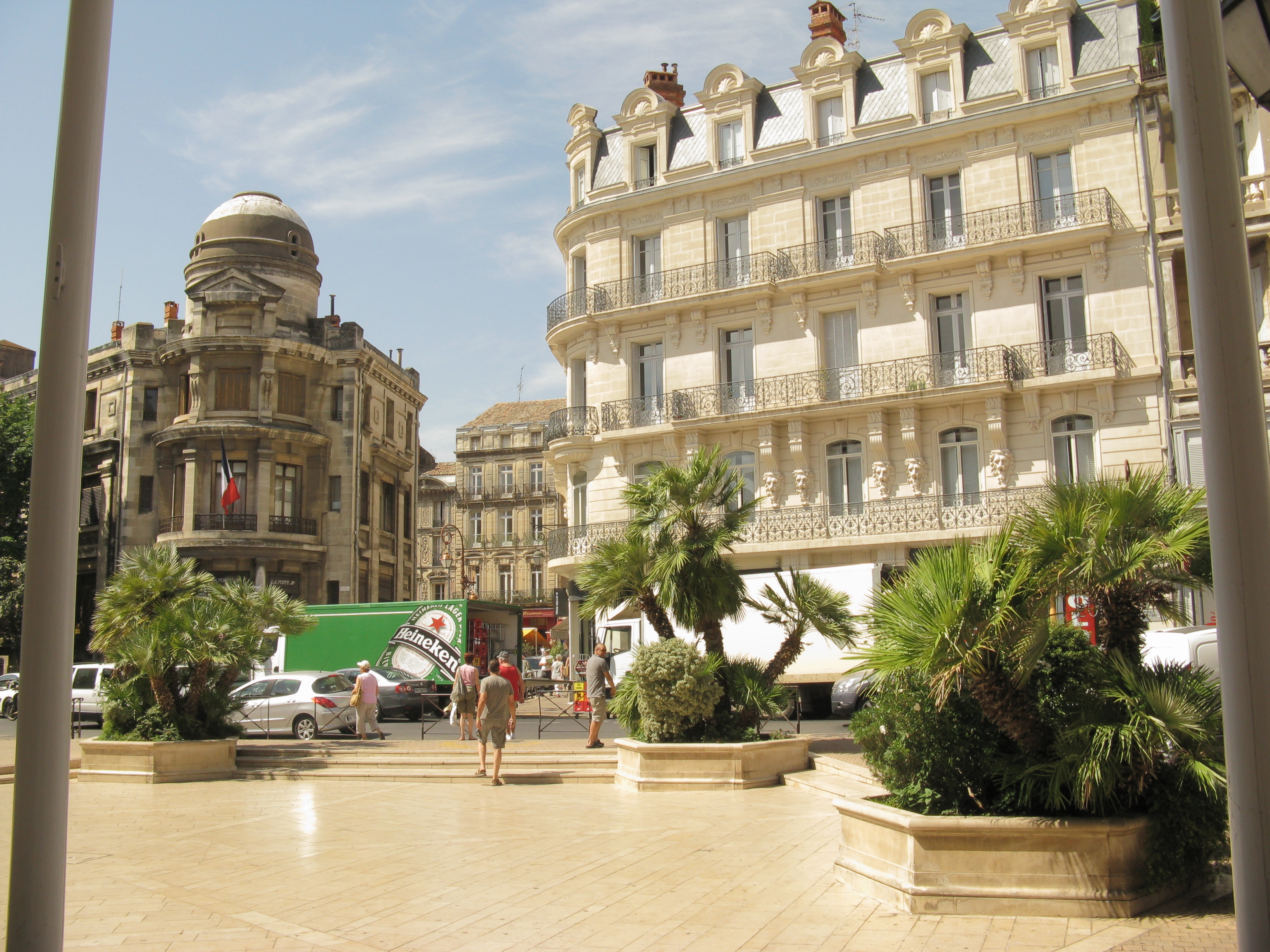
ガブリエル・ペリ広場
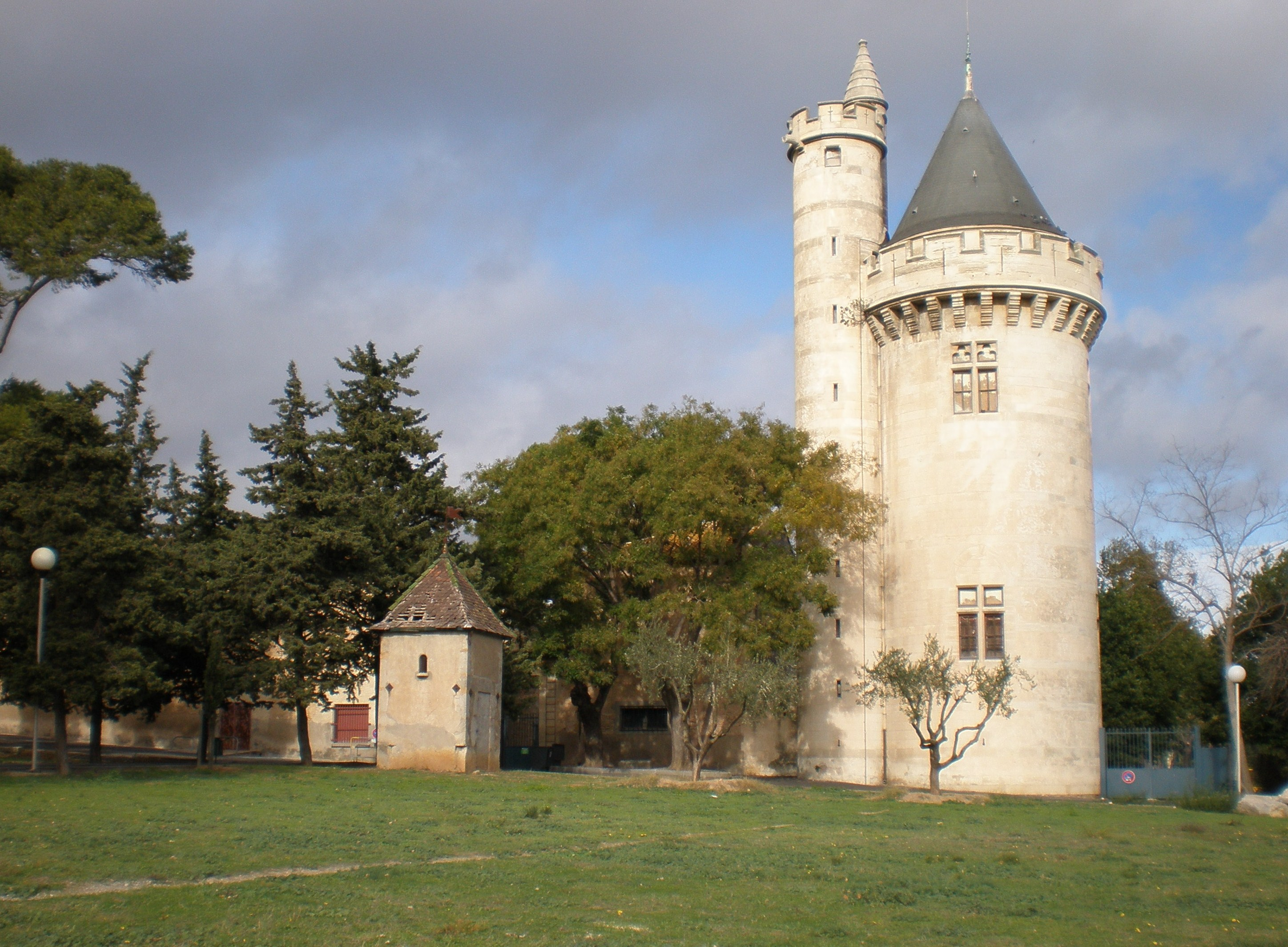
ネオゴシック様式の塔（サン＝ジャン＝ドレイヤン邸、19世紀）